# 다카이다역 (히가시오사카시)
다카이다역(高井田駅)은 일본 오사카부 히가시오사카시에 있는 오사카 시영 지하철의 철도역이다.
오사카히가시 선의 다카이다추오역이 당역의 바로 위에 있어, 연락 통로등은 없는 상호역간에서의 환승이 가능하다.

## 개요 및 역 구조
섬식 1면 2선의 승강장이 있는 지하역이다.
승강장의 일부분은 상하선측이 벽에서 나뉘어 있다. 개찰구는 1개소이다.

### 승강장
| 1 | ■ 주오 선 | 나가타 · 이코마 · 갓켄나라토미가오카 방면               |
| 2 | ■ 주오 선 | 모리노미야 · 혼마치 · 벤텐초 · 오사카코 · 유메시마 방면 |

## 역세권 정보
- 히가시오사카 시립 다카이다 중학교
- 한신 고속 13호 히가시오사카 선
- 긴키오사카은행 다카이다 지점
- 다카이다 우체국
- 다카이다추오역 (500m거리)

## 역사
- 1986년 4월 5일: 주오 선 영업 개시.

## 사진

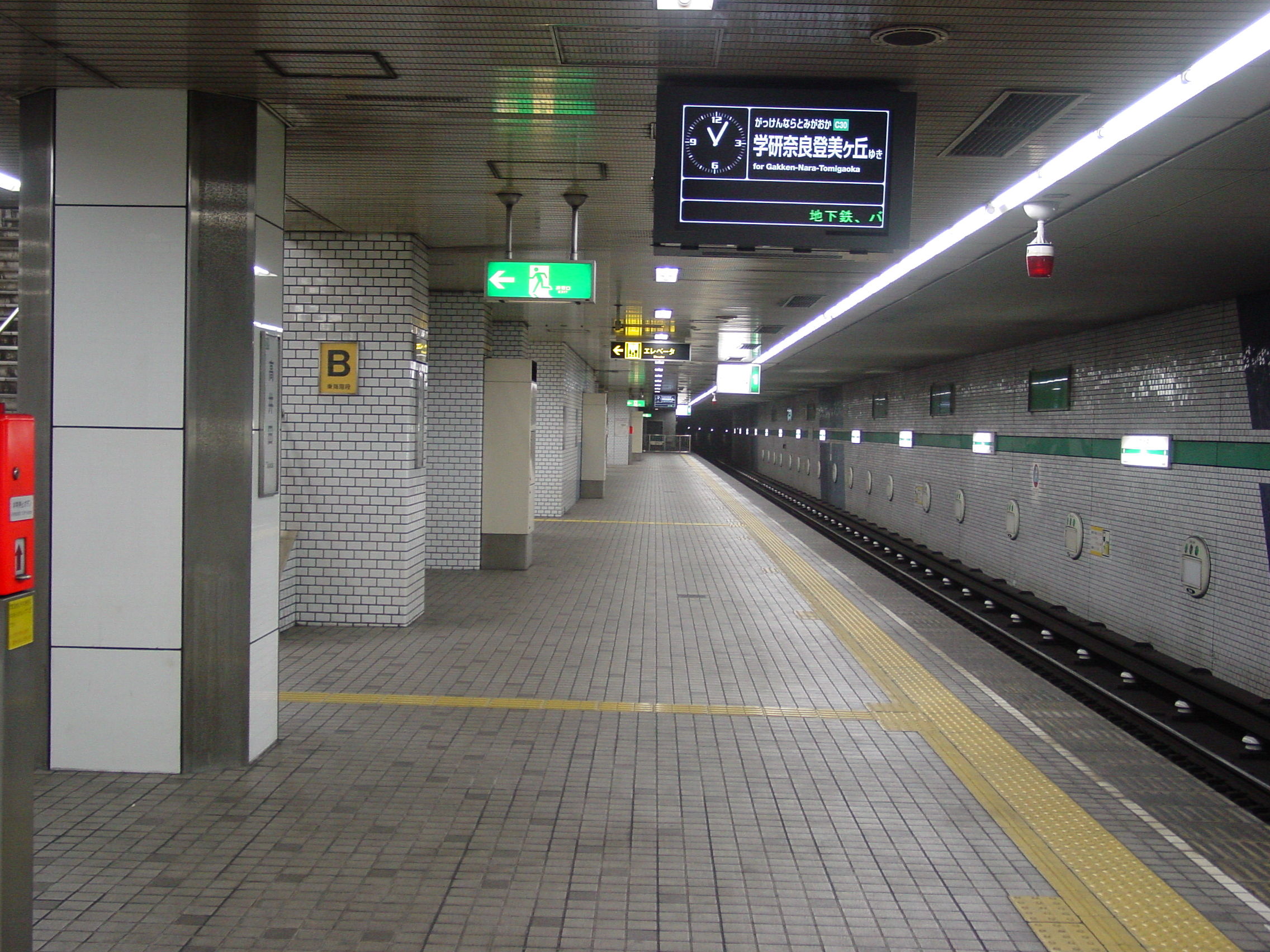
승강장

## 인접역
| ■ 오사카 메트로 주오선       | ■ 오사카 메트로 주오선  | ■ 오사카 메트로 주오선 |
| ---------------------------- | ----------------------- | ---------------------- |
| C21 후카에바시 유메시마 방면 | ■ 오사카 지하철 주오 선 | 나가타 C23 나가타 방면 |